# Parafia św. Faustyny Kowalskiej w Rotmance
Parafia św. Faustyny Kowalskiej w Rotmance – parafia rzymskokatolicka, znajdująca się w archidiecezji gdańskiej, w dekanacie Pruszcz Gdański.